# 分宜県
分宜県（ぶんぎ-けん）は中華人民共和国江西省新余市に位置する県。

## 行政区画
- 街道:鈐東街道、鈐西街道
- 鎮:分宜鎮、楊橋鎮、湖沢鎮、双林鎮、鈐山鎮、洋江鎮、鳳陽鎮
- 郷:洞村郷、高嵐郷、操場郷

## 交通

### 鉄道
- 中国鉄路総公司
  - 滬昆線
    - 分宜駅

### 道路
- 高速道路
  - 大広高速道路
  - 滬昆高速道路